# Hollywood Bowl
L'Hollywood Bowl è un noto teatro situato nell'area di Hollywood, a Los Angeles. Famoso per la sua architettura ad archi concentrici, è utilizzato principalmente per gli eventi musicali e ha una capienza di 17.376 posti a sedere.
Il palcoscenico consiste in una band shell, cioè una struttura a forma di conchiglia che si estende nella parte retrostante al fine di raccogliere il suono prodotto dalla band musicale e diffonderlo all'esterno. Il termine bowl fa riferimento alla concavità del pendio in cui il teatro è incavato.

## Storia

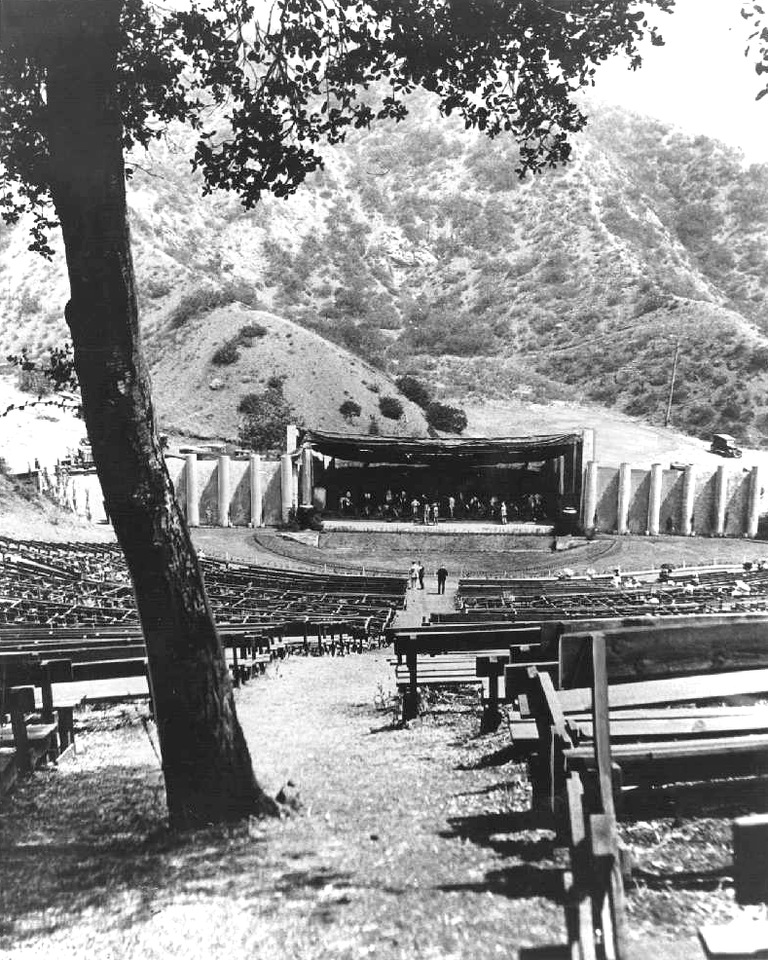
L'Hollywood Bowl nel 1922

Il Bowl aprì ufficialmente l'11 luglio 1922 dove sorgeva un teatro naturale noto in precedenza con il nome di Daisy Dell.
Inizialmente era molto vicino al suo stato naturale, con alcune panchine di legno improvvisate destinate al pubblico e un semplice tendone a coprire il palco. Nel 1926 un gruppo di architetti, gli Allied Architects, fu chiamato a migliorare il Bowl e dotò l'impianto di posti a sedere permanenti e di una struttura a forma di conchiglia.
I miglioramenti non incrementarono la capienza (il record assoluto di affluenza si registrò nel 1936, quando 26.410 persone si assieparono sugli spalti del Bowl per ascoltare la cantante d'opera Lily Pons), ma al contrario furono deludenti, perché peggiorarono notevolmente l'acustica naturale.
La "conchiglia" fu giudicata dai più insoddisfacente dal punto di vista acustico oltre che fuori moda sotto il profilo estetico.
I Beatles si sono esibiti all'Hollywood Bowl in occasione di tournée statunitensi nel 1964 e nel 1965. L'esito di questi concerti è stato riassunto nell'album live The Beatles at the Hollywood Bowl, distribuito nel 1977.
Jimi Hendrix si esibi il 14 luglio del 1968, dal 2018 è possibile ascoltare il concerto presente in esclusiva nel cofanetto messo in commercio per i cinquant'anni dall'uscita di Electric Ladyland.

## Film
L'Hollywood Bowl compare nei seguenti film:
- È nata una stella (1937)
- Hollywood Hotel (1937)[2]
- La fiamma del peccato (1944)
- Due marinai e una ragazza (1945) con Gene Kelly, Frank Sinatra, e Jose Iturbi
- Hollywood o morte! (1956)
- Il mattatore di Hollywood (1961)
- Columbo: Étude in Black (1972)
- Xanadu (1980)
- Monty Python Live at the Hollywood Bowl (1982)
- Some Kind of Wonderful (1987)
- Beaches (1988), dove il personaggio interpretato da Bette Midler, CC Bloom, fa le prove per il suo concerto al Bowl
- Escape from L.A. (1996)
- Lost & Found (1999)
- Shrek 2 (2004), nel DVD extra Far Far Away Idol
- Yes Man (2008)
- Purple Hearts (2022)